# Эхинопсис кровавоцветковый
Эхинопсис кровавоцветковый (лат. Echinopsis haematantha) — кактус из рода Эхинопсис.

## Описание
Стебель 3-8 см в диаметре, серо-зелёный, с 12 рёбрами.
Радиальных колючек 12, они беловатые; центральных — 4, они до 6 см длиной, от желтоватых до чёрных.
Цветки жёлтые, оранжевые или пурпурные.

## Распространение
Эндемик аргентинских провинций Жужуй и Сальта.

## Синонимы
- Echinocactus haematantha
- Lobivia haematantha
- Lobivia kuehnrichii
- Hymenorebutia kuehnrichii
- Echinopsis kuehnrichii
- Lobivia drijveriana
- Hymenorebutia drijveriana
- Lobivia elongata
- Echinopsis elongata
- Lobivia mirabunda
- Lobivia hualfinensis
- Echinopsis hualfinensis
- Lobivia amblayensis
- Lobivia chorillosensis